# 麥克勞德冰川
麥克勞德冰川（英語：McLeod Glacier）是南極洲的冰川，位於奧次地，流經斯坦尼克斯嶺和阿瑟森嶺之間，最終注入戴維斯灣，由美國海軍拍攝照片，現時由南極條約體系管理。
69°22′S 158°22′E / 69.367°S 158.367°E